# 費迪南德·亨麗埃特 (斯托貝格-蓋登)
費迪南德·亨麗埃特（德語：Ferdinande Henriette，1699年10月2日—1750年1月31日），斯托貝格-蓋登伯爵路德維希·克里斯蒂安的女兒，母親是梅克倫堡-居斯特羅的克莉絲汀，她也是英國維多利亞女王之母維多利亞的外曾祖母。

## 家庭
1719年，費迪南德·亨麗埃特與埃爾巴赫-舍恩貝格伯爵格奧爾格·奧古斯特結婚，兩人共有7子4女：
1. 克里斯蒂娜（1721年—1769年）
2. 格奧爾格·路德維希（德语：Georg Ludwig II. zu Erbach-Schönberg）（1723年—1777年）
3. 法蘭茲·卡爾（德语：Franz Karl (Erbach-Schönberg)）（1724年—1788年）
4. 卡羅琳·恩尼絲汀（1727年—1796年），英國維多利亞女王的外曾祖母
5. 克里斯蒂安（德语：Christian (Erbach-Schönberg)）（1728年—1799年）
6. 奧古斯塔·弗蕾德里克（1730年—1801年）
7. 格奧爾格·奧古斯特（1731年—1799年）
8. 卡爾·歐根（德语：Karl Eugen zu Erbach-Schönberg）（1732年—1816年）
9. 路易絲·艾蕾諾爾（1735年—1816年）
10. 卡西米爾（1736年—1760年）
11. 古斯塔夫·恩斯特（德语：Gustav Ernst zu Erbach-Schönberg (1739–1812)）（1739年—1812年）